# 英国聖公会会堂
英国聖公会会堂（えいこくせいこうかいかいどう）は、長崎で英国国教会（聖公会）によって建てられた、かつて存在したプロテスタントとして日本初の教会である。長崎居住の外国人のための教会堂で、東山手居留地中央の丘の上（東山手11番地）にあり、外国人の信徒たちはオランダ坂を登り、教会の礼拝に参列したと言われる。チャニング・ウィリアムズ（立教大学創設者）が初代チャプレン、グイド・フルベッキが2代目チャプレン、教会管理人の一人をトーマス・グラバーが務めた。現在会堂の跡地は、海星中学校・高等学校の敷地の一部となっている。

## 概要・歴史

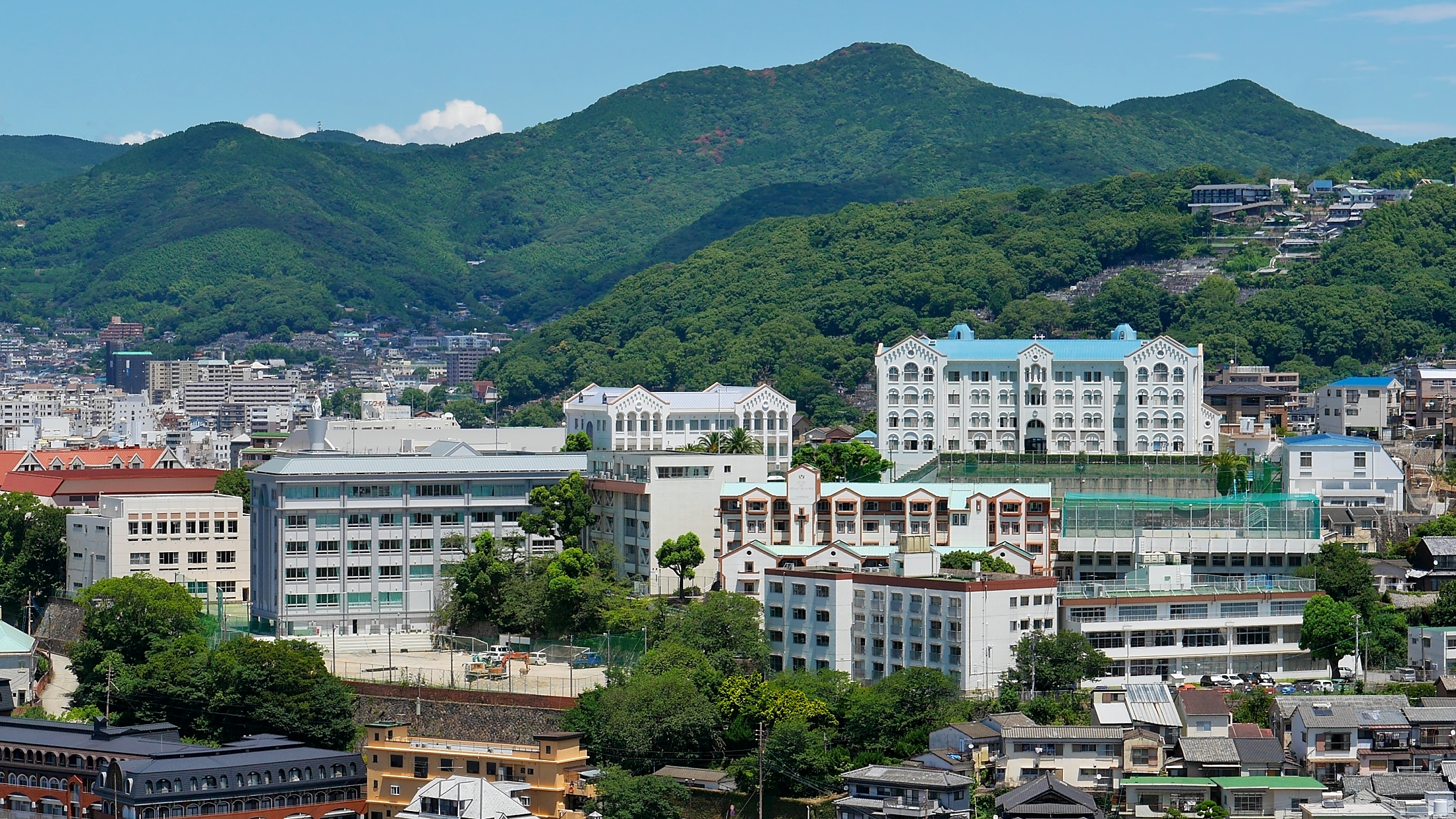
南山手より望んだ東山手。（中央の海星学園施設のグラウンドの左奥側の3階建の建物辺りに英国聖公会会堂があった。グラウンド手前の石垣の下にはオランダ坂が続いている。）

1858年（安政5年）7月29日、日米修好通商条約が調印される。
1859年4月末、初代米国総領事タウンゼント・ハリスが長崎を訪問し、長崎でもアメリカの拠点構築と日米の外交基盤を整備していった。ハリスの訪問前に、既に何人かのアメリカ人商人が長崎で開業している状況にあった。
同年5月2日に、米国聖公会の宣教師ジョン・リギンズが長崎に来日し、日本でプロテスタント初となるミッションを開設。ハリスの支援のもと、長崎奉行の要請から私塾を創設。
同年5月初めに、ハリスが、アメリカ人商人の一人でニューヨーク出身の実業家ジョン・G・ウォルシュを長崎の米国領事に選任。ウォルシュは最初の長崎米国領事館を広馬場の日本人居住区に設立する。
同年6月4日には、英国初代駐日公使ラザフォード・オールコックが長崎に来日（旧暦5月3日）。同月（旧暦5月）長崎大浦の妙行寺に英国領事館が開設され、英国の初代函館領事に任命されていたクリストファー・ホジソンが初代英国長崎領事を務める。ホジソンは、長崎領事に就任予定のジョージ・モリソンの到着が遅れたため、函館赴任の途中で長崎に滞在し英領事事務取扱として就任した。
同年6月末に同じく米国聖公会の宣教師チャニング・ウィリアムズが来日し、リギンズとともにミッション活動を行う。リギンズとウィリアムズは、私塾での英学教育に加えて、私邸や英国領事館（妙行寺内）を使って外国人ための礼拝を開始。同年9月19日に来日した聖公会信徒のトーマス・グラバーも礼拝に参加する。
同年8月6日、イギリスの外交官ジョージ・モリソンが長崎に到着し、妙行寺に置かれた英国領事館で長崎英国領事として職務を開始。
同年11月には、オランダ改革派の宣教師グイド・フルベッキが来日し、崇福寺広徳院に居住するリギンズ、ウィリアムズに迎えられ同居。
1860年（万延元年）4月7日に英国国教会（英国聖公会）のジョージ・スミス主教が長崎に来日。
ウィリアムズは、日本に着任後、同じ聖公会として、英国国教会に伝道協力を求めていたが、1861年（文久元年）4月、 アメリカ南北戦争が開戦。1865年4月の終戦までの間は、米国人は日本伝道への母国からの援助が途絶え、米国宣教師たちの一部は退職の余儀なきに到った。

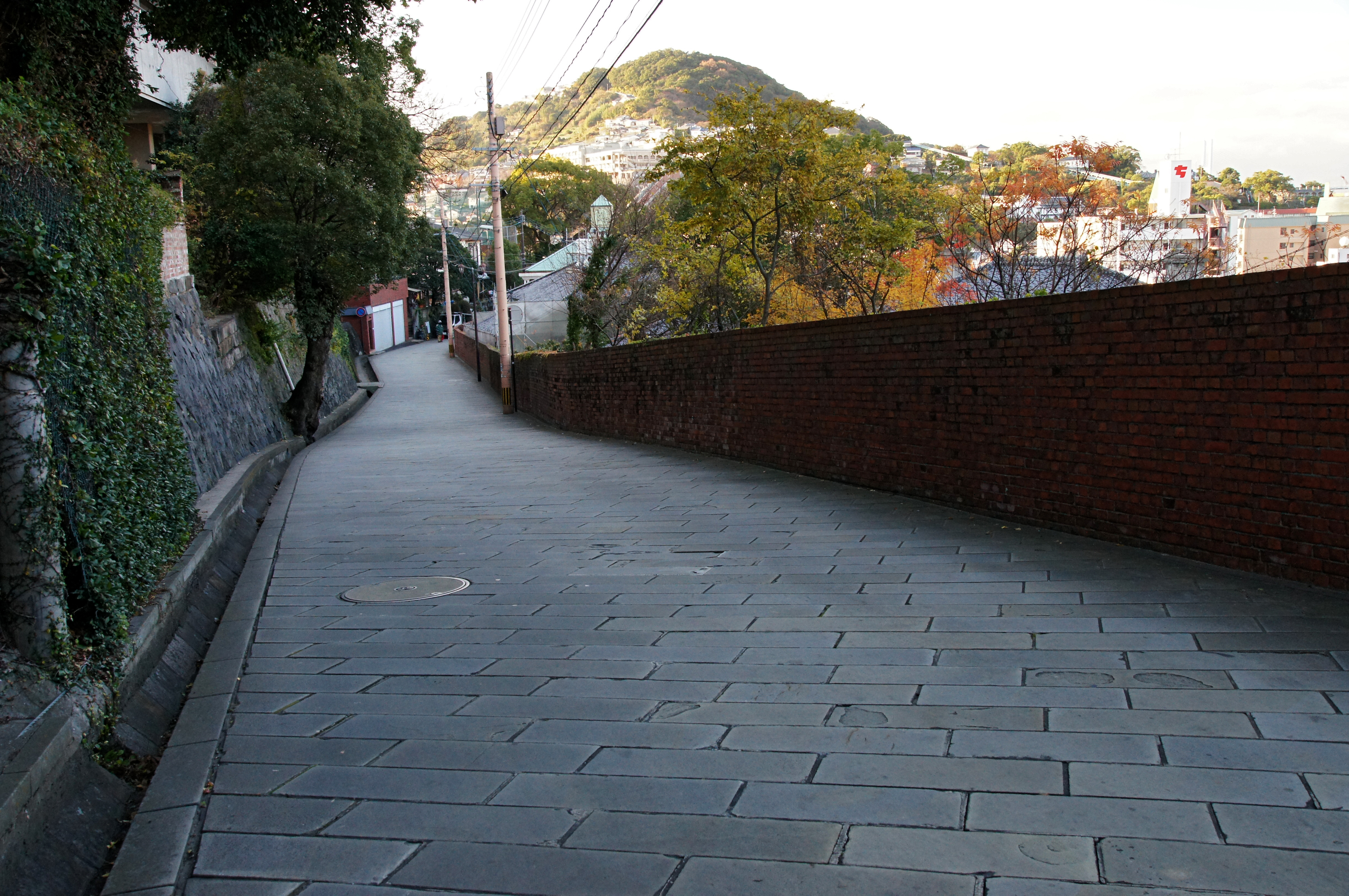
現在の東山手（英国聖公会会堂跡・C.M.ウィリアムズ宣教師館跡付近）

1862年（文久2年）10月26日、長崎・山手居留地内（東山手11番地）に外国人のための英国聖公会会堂（日本で最初のプロテスタントの教会）が完成。土地は928坪、借地名義人は英国領事ジョージ・モリソン、所要経費は整地費を含め銀1782分で、ジョージ・スミス主教の寄金と居留外国人の献金によって献堂された。
初代チャプレンにはチャニング・ウィリアムズが就任し、2代目チャプレンはフルベッキが務めた。また、教会の管理人の一人をトーマス・グラバーが務めた。
1873年（明治6年）2月24日、日本政府がキリシタン禁制の高札撤去すると、3代目チャプレンのジョージ・エンソルの後任として4代目チャプレンを務めた英国聖公会宣教協会(CMS)の宣教師ヘンダーソン・バーンサイドが、本会堂を借用して日本人信徒、求道者のために礼拝をしたいと申し込んだが、建物が英国国家の所有という理由で不許可となった。そのため、バーンサイドは、新たに長崎出島に日本人信徒のための教会堂の建設（出島8番・9番）に着手することとなった。
バーンサイドは病気のため、その完成を見ずに1875年（明治8年）4月17日に帰英することとなったが、同1875年（明治8年）7月11日に、日本人信徒のため初の聖公会（CMS）の教会「長崎出島教会」の献堂式が行われ、バーンサイドの後任として着任したばかりのハーバート・モーンドレルが、大阪から訪れていたエビントン師とととも喜びをともにした。
英国聖公会会堂は、大正年間、第一次世界大戦頃までは存在したが、同大戦中に白アリの害のために倒壊し、礼拝はその後、大浦町26番の英国国教会所属の海員ホームに遷り、第二次世界大戦まで、その礼拝堂が使われた。第二次大戦前に長崎居住の英米人が退去するにともなって、その礼拝も中止された。戦後は長崎海員ホームの再建がないまま、外国人信徒向けの英国教会は姿を消すこととなった。現在英国聖公会会堂跡地は、海星中学校・高等学校の敷地となっており、会堂跡地への入口付近には英国聖公会 会堂跡石碑が建てられている。
長崎出島教会堂は1890年（明治23年）、そのまま大村町に移築され、長崎聖三一教会として長く信仰の証としたが、長崎の原爆で損害を受け、続いて起った大火災によって焼失した。
現在の長崎聖三一教会は、長崎市大浦町のオランダ坂入口に再建されており、隣接して旧長崎英国領事館が建っている。

## 歴代チャプレン
- 初代：チャニング・ウィリアムズ
- 2代：グイド・フルベッキ
- 3代：ジョージ・エンソル
- 4代：ヘンダーソン・バーンサイド
- 5代：ハーバート・モーンドレル
- 6代：ウォルター・アンデレス
- 7代：A.B.ハッチンソン
- 8代：A.R.フーラー
- 9代：S.ヘーズレット
- 10代：A.R.フーラー
- 11代：A.B.ハッチンソン

## ボードイン・コレクションのパノラマ古写真
長崎養生所（後の精得館、長崎大学医学部の前身）の第2代教頭を務めたアントニウス・ボードウィンが弟のアルベルト・アントニウス・ボードウィン（出島商人、駐日オランダ領事）と協力して日本滞在中に撮影・収集した古写真のアルバムを長崎大学附属図書館がボードイン・コレクションとして電子化して公開しているが、その中にフェリーチェ・ベアトが1864年に撮影した長崎のパノラマ写真があり、英国聖公会会堂が映されている。グラバー邸辺りから撮影されたパノラマ写真の右手丘の上に映っている塔のある白い建物が英国聖公会会堂（東山手11番地）であり、そこからさらに右手には長崎英国領事館（東山手9番地）も映されている。

## 英国聖公会会堂のスケッチ図
2009年には、長崎総合科学大学のブライアン・バークガフニ教授（グラバー園名誉園長）が、英国国立公文書館に所蔵されていた英国聖公会会堂のスケッチ図を発見した。この発見にともない上述の通り、トーマス・グラバーが教会管理人の一人を務めていたことも判明している。

## 会堂跡地の所在地
- 長崎市東山手町5

## 交通アクセス
- 大浦海岸通駅（長崎電気軌道5号系統）徒歩7分